# Laurin & Klement - Škoda 350
Laurin & Klement - Škoda 350 – samochód osobowy wytwarzany w latach 1925–1927 zakładach Laurin & Klement na terenie Czechosłowacji, które w 1925 roku zostały przejęte przez firmę Škoda
Model 350 był siostrzanym projektem samochodu Laurin & Klement 300. Pojazd wyposażony był w silnik o pojemności 3498 cm³ i mocy 37 kW (50 KM). Napęd przenoszony na tylną oś pozwalał osiągnąć prędkość 100 km/godz. 
Wyprodukowano 50 egzemplarzy tego modelu.